# Компільована мова програмування
Компільована мова програмування — мова програмування, в якій початковий код перед виконанням повністю перетворюється в машинний код, і записується в файл, з особливим заголовком і/або розширенням, для ідентифікації цього файлу, як виконуваного, операційною системою. У цьому компільовані мови відрізняються від інтерпретованих мов програмування, в яких код виконується порядково, без перетворення всієї програми у форму машинного коду.
Основою реалізації компільованої мови є компілятор, який переводить початковий код в форму машинного коду.
Головні відмінності між компільованими й інтерпретованими мовами
- швидкість виконання програми, компільованої в машинний код, перевершує швидкість інтерпретованої програми, як правило, в десятки і сотні разів;
- у разі використання компілятора, при внесенні змін у початковий код програми, перш ніж ці зміни можна буде побачити в роботі програми, необхідно виконати компіляцію сирцевого тексту.

Класифікація мов програмування на компільовані та інтерпретовані є неточною і досить умовною, оскільки для будь-якої мови програмування може бути створений як компілятор, так і інтерпретатор. І насправді, існує багато мов, що мають у своєму інструментарії водночас і компілятор, і інтерпретатор (наприклад Ch і CINT для C або Lisp). Крім того, існують реалізації мов, які компілюють початковий текст програми в байт-код, який потім виконується у віртуальній машині. Для подолання повільної роботи інтерпретаторів у сучасних скриптових мовах реалізована JIT-компіляція, яка на льоту переводить критичні ділянки сирцевого коду на машинний код. Все це привносить ще більше неясності в питання про те, де саме має бути проведена межа між компільованими та інтерпретованими мовами.

## Компільовані мови програмування
- Ada
- ALGOL
  - Algol 60
  - Algol 68
  - SMALL
- BASIC
- C
  - C++
  - Objective-C
  - D
- CLEO
- COBOL
- Cobra
- Common Lisp
- Delphi
- Eiffel
  - Sather
  - Ubercode
- Factor[en]
- Forth
- Fortran
- Haskell
- Go
- IBM RPG
- Java
- JOVIAL
- LabVIEW
- Lisp
- Lush
- ML
  - Standard ML
    - Alice

  - OCaml
- Modula-2
- Modula-3
- Pascal
- Urq
- Visual Basic
- Visual Foxpro
- Visual Prolog

## Виноски
1. ↑  What is CINT?. Архів оригіналу за 30 Вересня 2013. Процитовано 1 Жовтня 2013.

## Дивись також
- Компілятор
- Інтерпретатор
- Інтерпретована мова програмування